# Újtelep (Románia)
Újtelep (románul Decebal) falu Romániában, Szatmár megyében. Közigazgatásilag Vetés község része , a 19-es út mellett Nagykároly és Szatmárnémeti között.
Egykor a csengeri járásba tartozott, mint uradalmi major. A trianoni békeszerződés után hozták létre mint falut, melyet románokkal népesítettek be Máramarosból, a határ közeli terület elrománosítása céljából; az ún. telepes-falvak közé tartozik. Lakossága teljes mértékben román, hagyományosan baloldali szavazótáborral. A község hosszan megnyúlt a főút mentén, keresztutcákkal, geometrikus utcaszerkezettel, 60-as évekbenben épült egyenházakkal és egy görögkeleti templommal. Keleten összeolvadt Vetéssel, itt az erősen laza beépítés jellemző, az új építésű házak között több üres telek áll. A főút két oldalán nagyon mély, csatornaszerű árok húzódik. Jellemző a mezőgazdaság: sertéstartás, búza-, kukorica-, napraforgó-termesztés, illetve a juhászkodás.